# Corpus Biblicum Catalanicum
El Corpus Biblicum Catalanicum és un projecte de l'Associació Bíblica de Catalunya consistent en l'edició i publicació de totes les traduccions catalanes de la Bíblia o de textos directament relacionats amb la Bíblia, inèdits o publicats, des dels inicis (segle xiii) fins a l'any 1900. El projecte comporta la publicació de més de quaranta volums, editats en col·laboració amb Publicacions de l'Abadia de Montserrat. En l'edició dels textos el projecte utilitza, com a programari de col·lació, el Classical Text Editor, dissenyat el 1997 per Stefan Haguel en cooperació amb la Comissió per a l'Edició del Corpus Scriptorum Ecclesiasticorum Latinorum de l'Acadèmia Austríaca de Ciències per a preparar l'edició de textos clàssics.

## Origen
El 1906, amb motiu del Primer Congrés Internacional de la Llengua Catalana, Raymond Foulché-Delbosc, estudiós llenguadocià, va fer públic el seu projecte de publicar el conjunt de les versions bíbliques catalanes existents, abastant fins al final del segle xvi.
Aquest projecte fou assumit per l'Institut d'Estudis Catalans, que el 1908 va anunciar la voluntat de tirar endavant amb l'empresa, de la que n'assumia la direcció i responsabilitat el mateix Foulché-Delbosc (transcripció, introduccions i notes). Això no obstant, aquest darrer va haver d'abandonar tal propòsit l'any 1914, sense que se n'hagués iniciat la publicació. L'any 1976 hi hagué un altre intent, per part del monjo de Montserrat i biblista Guiu Camps, amb el suport de l'Associació Bíblica de Catalunya, que tampoc va reeixir. El projecte actual en curs fou plantejat i impulsat per Armand Puig i Tàrrech, iniciant-se el 2001, sota la codirecció d'aquest i de Pere Casanellas i continuant més endavant sota la presidència d'Armand Puig i Tàrrech i la direcció de Pere Casanellas.

## Pla de l'obra[4]

### Bíblia llatina
- 1. Història de la Bíblia llatina en els països de llengua catalana entre els segles IV i XV.

### Versions dels seglesxiii-xv
- 2-21. Bíblia del segle xiv (manuscrits de París, Londres i Sevilla).
- 22-23. Bíblia del segle xv (o Bíblia Valenciana). Evangelis del Palau.
- 24-26. Saltiris dels segles xiv i xv.
- 27. Fragments bíblics fins al segle xv.
- 28-29. Bíblia rimada.
- 30-33. Històries bíbliques.
- 34-35. La Bíblia hebrea en els països de llengua catalana.

### Versions dels segles XVI-XIX
- 36-37. Traduccions entre el segle xvi i la Renaixença.
- 38-41. Traduccions del període de la Renaixença.
- 42. Salms penitencials.

## Volums publicats
- Volum 3. Bíblia del segle XIV: Èxode. Levític. (2004)[5]
- Volum 6. Bíblia del segle XIV: Primer i segon llibre dels Reis. (2011)[6]
- Volum 38. Lo Nou Testament, traducció de Josep Melcior Prat i Solà [1832]. (2008)